# 봉천 회전
봉천 회전(일본어: 奉天会戦 호텐 카이센[*], 러시아어: Мукденское сражение)는 러일 전쟁 당시 1905년 2월 20일부터 3월 10일까지 약 20일간 만주의 봉천 근처에서 마지막이자 가장 치열했던 지상전으로 선양 전투라고도 불린다. 제1차 세계 대전 이전에 가장 치열했던 전투 중 하나로 손꼽히며, 또한 러일 전쟁에서 비교적 가장 결정적인 결과를 도출하게 되는 주요 지상전이다. ‘봉천’(奉天)은 현재 ‘선양’으로 불리고 있으며, 랴오닝성의 성도이다.
알렉세이 쿠로파트킨 장군 휘하의 34만명 이상의 러시아 제국군은 오야마 이와오 백작이 지휘하는 28만명 이상의 일본군의 공격에 맞서 싸웠다. 60만명 이상의 전투원들이 참여한 이 전투는 1813년 라이프치히 전투 이후 가장 대규모 전투였으며, 제2차 세계 대전 이전에 벌어진 가장 대규모의 현대전이었다.
이 전투에서 러시아군이 패배 함으로써 러시아 군인들의 전쟁수행 의지는 극도로 낮아 졌다

## 배경
1904년 8월 24일 남만주의 러시아군은 요동 전투에서 패하며 요동반도의 주도권을 잃고, 후퇴하여 봉천 남쪽의 사하에 재집결했다. 10월 5일부터 10월 17일까지 벌어진 사하 전투에서 러시아군은 역공에 실패했지만, 간신히 일본군의 진군을 일시적으로나마 늦출 수 있었다.
제2차 러시아군의 역공이 되었던 1905년 1월 25일부터 1월 29일까지 진행된 산데푸 전투에서 러시아군은 승기를 잡았으나 결정적으로 승리라고 하기에는 부족했다.(전투 자체는 결정나지 않음)
노기 마레스케 장군이 이끄는 일본 제국 육군 제3군이 여순항 포위에서 승리를 거두어 여순항을 함락시킴으로써, 제3군은 북진을 하여 봉천 근처의 일본군 진영을 보강하여 공격에 대비했다.
1905년 2월경, 일본군 예비군 병력이 빠져 나갔다. 노기 장군이 이끄는 제3군의 도착으로, 일본군의 전체 전투 병력은 봉천에 집중되었다.
엄청난 사상자와 혹독한 날씨, 그리고 접근해 오는 발틱 함대는 오야마 이와오 장군에게 러시아군이 더 이상 만주 내륙으로 후퇴하지 못하게 완전히 박살내야 한다는 압박을 주고 있었다.
러시아군의 보급로는 철령-봉천을 묶는 남만주 철도 단 하나뿐이었고, 이미 바다로 보급을 받을 수 있는 여순항은 함락된 이후였다. 때문에, 러시아군이 봉천마저 잃는다면 더 이상의 보급은 받을 수 없을 것이고 이것은 전쟁의 마지막을 의미했다.

## 전투 과정

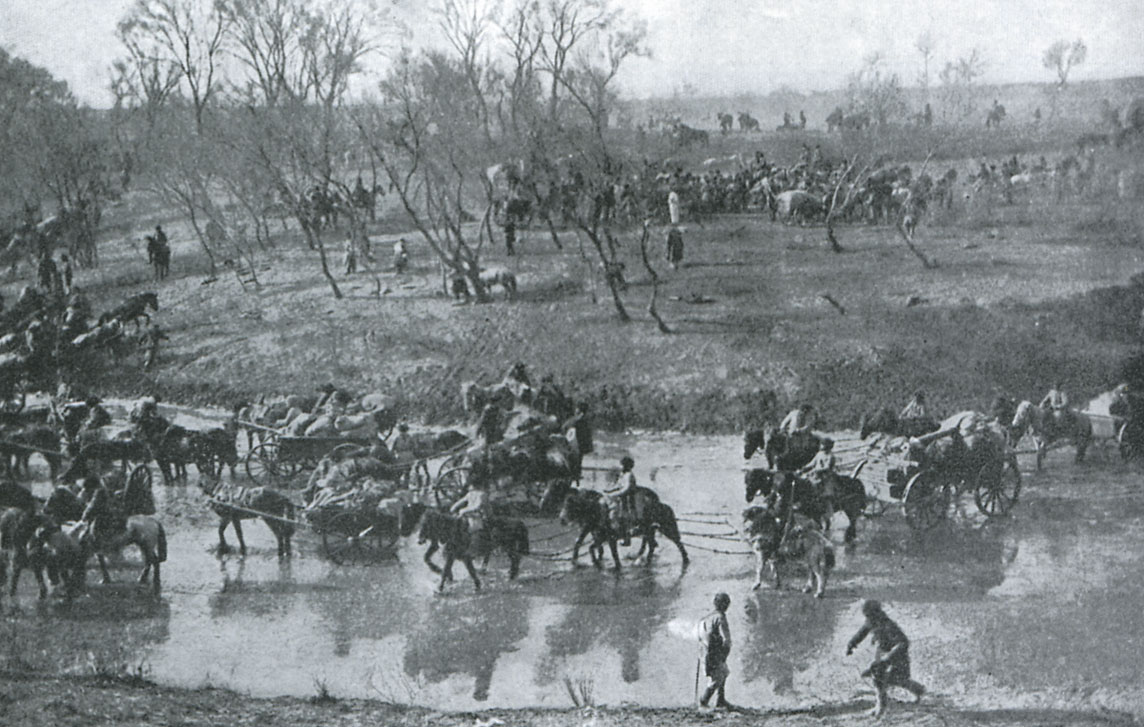
전투 후 후퇴하는 러시아 육군

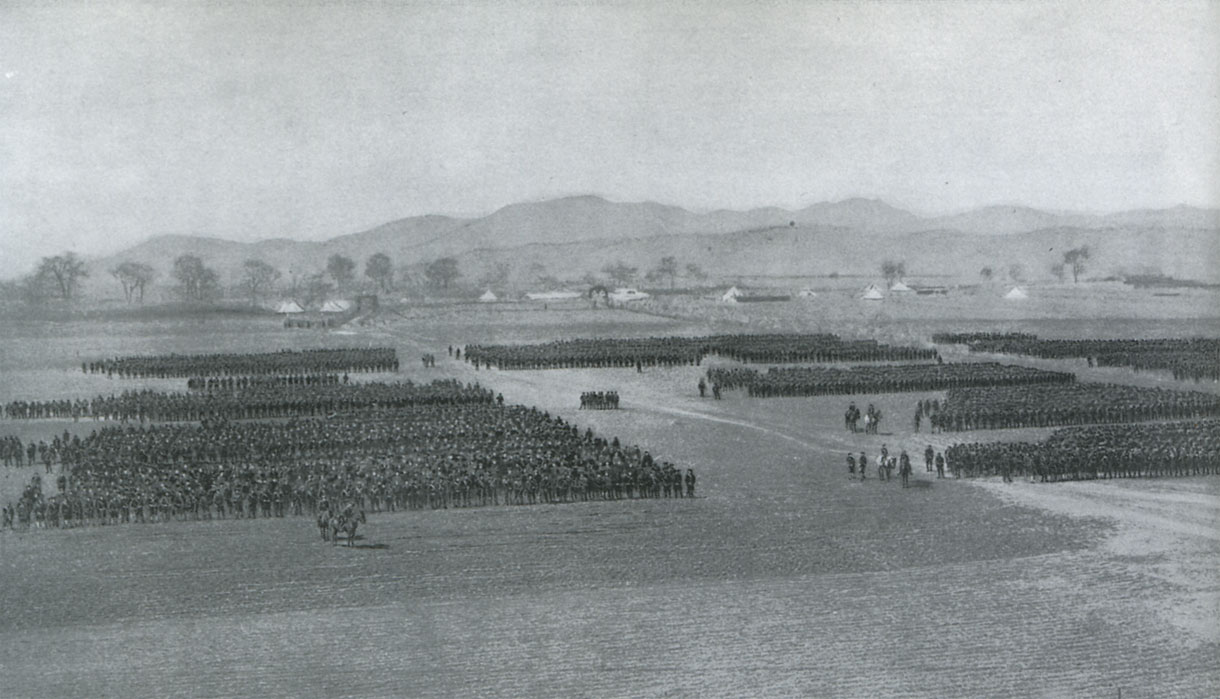
대열을 형성하는 일본군

1905년 2월 20일 일본군이 러시아군의 왼쪽 측면을 공격하면서 전투가 시작되었다. 그리고 2월 27일 다른 일본군 부대가 러시아군의 오른쪽 측면을 공격했고 일본 육군 제3군이 서북쪽의 봉천에서 움직임을 보이기 시작했다.
노기의 3군은 당초 사령부에서 명령한 러시아군에 대한 포위의 실현을 위해 러시아의 후방으로 100km넘는 거리를 홀로 돌파해야했는데, 이 때문에 3군은 무리하게 전진했고 수많은 사상자를 낳았다. 거기에 목표로 했던 후방 차단마저 러시아군의 방어에 막혀 목적지를 얼마 안 남기고 실패하고 말았다.
이제는 오히려 3군이 러시아군에게 역으로 포위당할 위기에 놓이게 됐는데, 러시아군의 총사령관 쿠로파트킨은 이런 상황을 간파하고 일본군 2-3군간의 연결지점인 간흥둔을 노리고 공세를 가한다. 그들은 일본군을 간흥둔 인근의 이관보라는 마을까지 밀어냈지만 곧 공세종말점에 도달해 실패했다.
3월 7일까지 쿠로파트킨 사령관은 동부 전선에서 봉천의 서쪽 측면에서 일본군 제3육군에 대항하기 위해 병력 철수를 시작했다.
하지만 노기 마레스케 장군의 움직임으로 반격을 우려했고 결국 3월 9일 18시 45분 모두 북쪽으로 후퇴하였다. 그 과정에서 러시아군들이 많은 보급품과 무기들을 버렸고 3월 10일 오전 10시 일본군은 봉천을 점령했다.
일본군은 봉천을 점령하는데에는 성공했지만 원래 목표였던 러시아 극동군 주력의 섬멸은 실채했고, 러시아 주력은 거의 온전히 북쪽으로 후퇴했다. 거기에다가 지휘부의 무리한 공세로 인해 일본군의 피해도 매우 커 전략적으로는 사실상 무승부라고 보는 시각도 있다.

## 결과 및 영향
이 전투에서 러시아군은 9만 명에 달하는 병력을 사상했고 대포와 기관총 등의 전투 물자들까지 잃었다. 이후 일본군의 추가 공세를 두려워한 쿠로파트킨 사령관은 북쪽으로 올라가 새 방어선을 구축했지만 만주 지역에서의 주도권은 일본군에게 넘어간 뒤였다.
이후 양측 군대 모두 전쟁 자금이 소진되었고 쓰시마 해전을 마지막으로 러일 전쟁이 끝나게 된다.

## 전투 서열

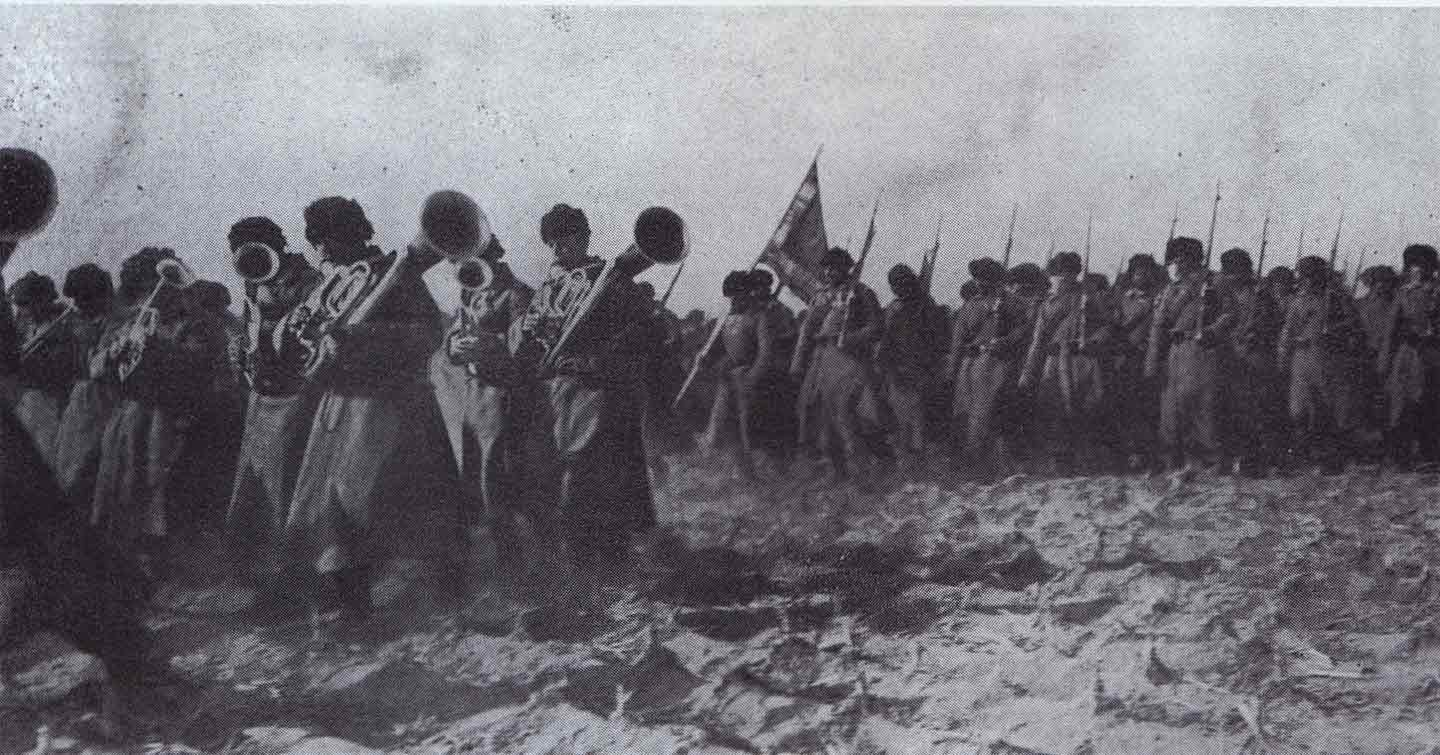
선양의 러시아군 제55연대

### 러시아 극동군
- 극동육해군 총사령관 알렉세이 니콜라예비치 쿠로파트킨(Aleksei Nikolaevich Kuropatkin) 대장.
- 참가 총병력 - 379.5개 보병대대 309,600명, 151.3개 기병중대와 소트니아, 20.5개 공병대대, 대포 1,219문(중포-60문/야포-1,039/산포-120문), 기관총 56정.
- (좌익) 제1군 - 사령관 리네비치(Linievitch) 대장 - 128개 대대, 포 412문(산포 포함), 박격포 24문, 진지포 4문 기관총 20정, 43개 기병중대와 소트니아(*), 3개 공병대대 포함
  - 제2시베리아 군단 : 제1 시베리아 저격사단 , 제5 동시베리아 저격사단
  - 제3시베리아 군단 : 제6 시베리아 저격사단 , 제3 동시베리아 저격사단
  - 제4시베리아 군단 : 제2 시베리아 저격사단 , 제3 시베리아 저격사단
  - 제71보병사단, 시베리아 독립예비여단, 트란스바이칼 보병대대,
  - 소트니아 - 1개 중대 규모의 코사크 기병대를 말함.
- (우익) 제2군 - 사령관 카울바르스(Kaulbars) 대장 - 126개 대대, 포 294문(산포 포함), 박격포 54문, 진지포 56문, 기관총 12정, 18개 기병중대와 소트니아, 3개 공병대대 포함.
  - 제1 시베리아 군단 : 제1 동시베리아 저격사단, 제9 동시베리아 저격사단
  - 제8 군단 : 제14 저격사단, 제15 저격사단
  - 제10 군단 : 제9 저격사단, 제31 저격사단
  - 혼성저격군단 : 제1 저격여단, 제2 저격여단, 제3 저격여단
- (중앙) 제3 군 - 사령관 빌데들링(Бильдерлинга) 대장 - 81개 대대, 포 360문(산포 포함), 박격포 12문, 기관총 8문, 92개 기병중대와 소트니아, 5개 공병대대 포함.
  - 제5 시베리아 군단 : 제54 저격사단, 제71 저격사단
  - 제6 시베리아 군단 : 제55 저격사단, 제72 저격사단
  - 제17 군단 : 제3 저격사단 , 제35 저격사단
- 기병집단 - 파벨 폰 렌넨캄프(Rennenkamf) 소장
  - 제4 돈 코사크 기병사단
  - 카프카스 코사크 기병사단
  - 올렌부르크 코사크 기병사단
  - 제2 기병사단
  - 제1 바이칼 기병사단
  - 우랄 바이칼 기병사단
  - 시베리아 기병사단
  - 제2 용기병 여단
  - 코사크 산악 기병여단
- 전략예비대 - 44.5개 보병대대, 야포 120문, 기관총 4문.
  - 제16 군단 - 제 25 저격사단, 제 41 저격사단
  - 제72 보병사단, 보병 제 146 연대.

### 일본 만주군
- 총사령관 오야마 이와오(大山嚴) 원수, 총참모장 고다마 겐타로(兒玉源太郞) 대장
- 참가 총병력 - 240개 보병대대 249,800명, 57.5개 기병중대, 43개 공병중대, 대포 978문(중포-146문/야포-574문/산포-258문), 기관총 256정.
- 제1군(우익) - 사령관 구로키 다메모토(黑木爲楨) 대장
  - 근위사단
  - 제2사단
  - 제12사단
  - 후비(後費) 근위 혼성여단
  - 후비보병 제5여단
- 제2군(좌익) - 사령관 오쿠 야스가타(奧保鞏) 대장
  - 제3사단
  - 제4사단
  - 제5사단
  - 제8사단
  - 후비보병 제8여단
  - 기병 제1여단
- 제3군(유격군) - 사령관 노기 마레스케(乃木希典) 대장
  - 제1사단
  - 제7사단
  - 제9사단
  - 후비보병 제15여단
  - 기병 제2여단
  - 포병 제2여단
- 제4군(중앙) - 사령관 노즈 미치쓰라(野津道貫) 대장
  - 제6사단
  - 제10사단 ,
  - 후비보병 제 3,10,11여단
  - 포병 제1여단
- 압록강군(양동작전) - 사령관 가와무라 카게아키(川村景明) 중장
  - 제11사단
  - 후비보병 제1사단
  - 후비보병 제16여단
- 예비대
  - 후비보병 제1여단
  - 후비보병 제13여단
  - 후비보병 제14여단
  - 중포여단

## 참고 자료
- Connaughton, Richard (2003). Rising Sun and Tumbling Bear. Cassell. ISBN 0-304-36657-9
- 로템 코우너 (2006). Historical Dictionary of the Russo-Japanese War. Scarecrow. ISBN 0-8108-4927-5
- Martin, Chirstopher. The Russo-Japanese War. Abelard Schuman. ISBN-0-200-71498-8
- Menning, Bruce W. Bayonets before Battle: The Imperial Russian Army, 1861-1914. 인디애나 대학교 ISBN 0-253-21380-0
- Nish, Ian (1985). The Origins of the Russo-Japanese War. 롱맨. ISBN 0-582-49114-2
- Sedwick, F.R. (1909). The Russo-Japanese War. Macmillan.